# Etnocartografia
Etnocartografia é a arte de produzir cartas por uma população ou grupo social onde são destacados elementos culturais e históricos. Difere da cartografia convencional por destacar a importância dos saberes das populações tradicionais sobre a natureza, valorizando o conhecimento etnoecológico para o adequado manejo dos recursos naturais. Ataide e Martins (2005).
Chapin & Threlkeld (2001), definem etnocartografia como uma disciplina de âmbito etnocientífico que estuda a representação pelos indígenas de seu espaço e o sistema cartográfico das culturas não ocidentais, já para Campione (2003), etnocartografia indica a descrição no espaço e em escala da complexidade cultural, define a distribuição espacial dos fenômenos culturais, é a cartografia que retrata a temática cultural, e tem suscitado novos interesses por possibilitar a construção de uma nova mentalidade de espaço.
As culturas não ocidentais vêm há muito representando seu espaço, sua temática e distribuição cultural e sua cosmovisão através de mapas. Este processo é conhecido como “etnocartografia”, e tem despertado recente interesse por possibilitar a sintetização de novas formas de relação tempo e espaço.
A etnocartografia ou cartografia social tem despertado interesse por possibilitar novas formas de sistematização da relação tempo espaço.
A etnocartografia mostra ainda uma nova forma de relação entre a cartografia e o etnoconhecimento, levando a cartografia a retratar um conjunto de relações sociais, culturais, políticas e econômicas, o que a torna multidimensional e não apenas uma representação bi-dimensional de um determinado espaço, constituindo-se assim um importante instrumento para se atingir o desenvolvimento sustentável.
O produto da etnocartografia é um repositório de conhecimentos diversos que permite compreender melhor as relações de seus autores com o meio em que vivem. Se usada como ferramenta de planejamento, pode ainda possibilitar a participação da população tradicional na tomada de decisões.